# 邱君強
邱君強，台灣指揮家，曾任國立台灣交響樂團常任指揮。

## 簡歷
邱君強自幼學習鋼琴，1989年起跟隨徐頌仁教授學習鋼琴與指揮。就讀國立台灣大學化學工程學系期間，曾任台大合唱團指揮及鋼琴伴奏。大學畢業之後，赴德國柏林藝術大學就讀，主修指揮，受教於傑利畢達克嫡傳弟子Carl A. Bünte教授，同時亦獲得Hans-Martin Rabenstein教授的指導。2000年初，邱君強被聘任為布拉格國家劇院的助理指揮，2002年5月首次登台，在莫札特歌劇《唐·喬望尼》首演之地城邦劇院指揮此劇，獲得佳評，隨後擔任此劇及《魔笛》在布拉格國家劇院演出的指揮。2002年10月，邱君強並擔任德國作曲家Hans W. Koch的歌劇Unbezahlbare Arien世界首演的指揮。2006年11月，邱君強接任國立交響樂團常任指揮的職位，於2008年底卸任。
邱君強的父親是邱再興文教基金會創辦人邱再興，妻子為雙簧管演奏家謝宛臻。